# Stor-Byssjaträsket
Stor-Byssjaträsket är en sjö i Lycksele kommun och Vindelns kommun i Västerbotten och ingår i Umeälvens huvudavrinningsområde. Sjön har en area på 2,41 kvadratkilometer och ligger 235,1 meter över havet. Stor-Byssjaträsket ligger i Åtmyrberget Natura 2000-område. Sjön avvattnas av vattendraget Byssjan.

## Delavrinningsområde
Stor-Byssjaträsket ingår i det delavrinningsområde (714154-165411) som SMHI kallar för Utloppet av Byssträsket. Medelhöjden är 252 meter över havet och ytan är 9,1 kvadratkilometer. Räknas de 16 avrinningsområdena uppströms in blir den ackumulerade arean 194,79 kvadratkilometer. Byssjan som avvattnar avrinningsområdet har biflödesordning 2, vilket innebär att vattnet flödar genom totalt 2 vattendrag innan det når havet efter 118 kilometer. Avrinningsområdet består mestadels av skog (64 procent). Avrinningsområdet har 2,41 kvadratkilometer vattenytor vilket ger det en sjöprocent på 26,5 procent.